# Oceania Sevens Femenino 2017
El Oceania Sevens Femenino de 2017 fue la octava edición del torneo de rugby 7 femenino de Oceanía.
Se disputó del 10 al 11 de noviembre en el ANZ Stadium de la ciudad de Suva, Fiyi.

## Fase de grupos

### Grupo A
| Equipo             | Encuentros | Encuentros | Encuentros | Encuentros | Tantos  | Tantos    | Tantos     | Puntos |
| Equipo             | jugados    | ganados    | empatados  | perdidos   | a favor | en contra | diferencia | Puntos |
| ------------------ | ---------- | ---------- | ---------- | ---------- | ------- | --------- | ---------- | ------ |
| Nueva Zelanda      | 3          | 3          | 0          | 0          | 111     | 5         | +106       | 9      |
| Papúa Nueva Guinea | 3          | 1          | 1          | 1          | 89      | 27        | +62        | 6      |
| Islas Cook         | 3          | 1          | 1          | 1          | 88      | 38        | +50        | 6      |
| Tahití             | 3          | 0          | 0          | 3          | 0       | 218       | –218       | 3      |

### Grupo B
| Equipo    | Encuentros | Encuentros | Encuentros | Encuentros | Tantos  | Tantos    | Tantos     | Puntos |
| Equipo    | jugados    | ganados    | empatados  | perdidos   | a favor | en contra | diferencia | Puntos |
| --------- | ---------- | ---------- | ---------- | ---------- | ------- | --------- | ---------- | ------ |
| Australia | 3          | 3          | 0          | 0          | 144     | 5         | +139       | 9      |
| Fiyi      | 3          | 2          | 0          | 1          | 93      | 33        | +60        | 7      |
| Samoa     | 3          | 1          | 0          | 2          | 22      | 100       | –78        | 5      |
| Tonga     | 3          | 0          | 0          | 3          | 12      | 133       | –121       | 3      |

## Fase Final

#### Copa de oro
|  | Semifinal          | Semifinal          | Semifinal     |               |           | Final              | Final              | Final        |  |
|  |                    |                    |               |               |           |                    |                    |              |  |
|  |                    |                    |               |               |           |                    |                    |              |  |
|  | Papúa Nueva Guinea | Papúa Nueva Guinea | 7             |               |           |                    |                    |              |  |
|  | Papúa Nueva Guinea | Papúa Nueva Guinea | 7             |               |           |                    |                    |              |  |
|  | Australia          | Australia          | 25            |               |           |                    |                    |              |  |
|  | Australia          | Australia          | 25            |               | Australia | Australia          | 5                  |              |  |
|  |                    |                    |               |               | Australia | Australia          | 5                  |              |  |
|  |                    |                    | Nueva Zelanda | Nueva Zelanda | 12        |                    |                    |              |  |
|  | Fiyi               | Fiyi               | Nueva Zelanda | Nueva Zelanda | 12        | 0                  |                    |              |  |
|  | Fiyi               | Fiyi               |               |               |           | 0                  |                    |              |  |
|  | Nueva Zelanda      | Nueva Zelanda      | 24            |               |           | Tercer lugar       | Tercer lugar       | Tercer lugar |  |
|  | Nueva Zelanda      | Nueva Zelanda      | 24            |               |           | Tercer lugar       | Tercer lugar       | Tercer lugar |  |
|  |                    |                    |               |               |           |                    |                    |              |  |
|  |                    |                    |               |               |           | Papúa Nueva Guinea | Papúa Nueva Guinea | 0            |  |
|  |                    |                    |               |               |           | Papúa Nueva Guinea | Papúa Nueva Guinea | 0            |  |
|  |                    |                    |               |               |           | Fiyi               | Fiyi               | 39           |  |
|  |                    |                    |               |               |           | Fiyi               | Fiyi               | 39           |  |
|  |                    |                    |               |               |           |                    |                    |              |  |

| Bandera de Nueva Zelanda |
| Campeón Nueva Zelanda    |
| 3.er título              |